# Ерцо
Ерцо (груз. ერწო [Ерцо], ос. Ерцъо) — карстове озеро в Дзауському районі Південної Осетії (Грузія), в басейні річки Квіріла.

## Характеристика
Розташоване у Кударській ущелині. Висота над рівнем моря — 1711 м. Живлення озера стокове і дощове, також є підземні канали.
Площа озера — 0,31 км², найбільша довжина — 940 м.
Найбільша глибина озера невідома, оскільки у озера немає постійного рівня води.
Озеро унікальне у своєму роді, на Кавказі воно найбільше серед карстових. З деякою періодичністю (5-6 років) з озера зникає вода. Це зв'язують з наявністю підземних печер. Геологічну будову ландшафту складено верхньоюрськими вапняками.

## Опис
Із статті Ю. В. Єфремова «Голубое ожерелье Кавказа»:
- «Озерна улоговина займає північну частину досить великої депресії Ерцо, складеної верхньоюрськими вапняками. Сильна тріщинуватість корінних порід сприяла інтенсивному розвитку карстових процесів в цьому районі. Улоговина озера відокремлена від іншої частини депресії невисокою вапняною грядою. Озеро займає чотири карстові воронки з максимальними глибинами від 5 до 19 м, розділені підводними грядами».

На схід від озера знаходиться однойменне село.

## Топографічні карти
- Аркуш карти K-38-52 Джава. Масштаб: 1 : 100 000. Стан місцевості на 1987 р. Видання 1989 р. (рос.)